# 理查德·蒙塔涅斯
理查德·蒙塔涅斯（英語：Richard Montañez）是一位美國商人、勵志演說家和作家。
他從學校輟學後，受雇於Frito-Lay公司擔任清潔工，後來晉升為公司的高管。他最廣為人知的是宣稱自己發明了Flamin'Hot奇多，但這一說法受到Frito-Lay和其他員工的質疑。這個宣稱成為了2023年電影《火辣奇多的誕生》的基礎。

## 早年生活
Montañez出生於加州安大略市的一個墨裔美國家庭。他是十個兄弟姐妹中的一員，在洛杉磯外的非建制社區Guasti的一個農工勞動營中長大。
他輟學後曾擔任勞工，1976年18歲時，受雇於Frito-Lay公司位於庫卡蒙格牧場的工廠，擔任清潔工。根據Frito-Lay的記錄，蒙塔涅茲在1977年10月晉升為機器操作員，1993年秋季時已是高級機器操作員。

## 辣味奇多（Flamin' Hot Cheetos）
根據蒙塔涅茲的說法，當一台奇多（Cheetos）機器故障時，他帶回了一批無味的小吃並用類似於墨西哥街頭玉米的香料調味。他將這一想法通過電話告訴了當時的CEO羅傑·恩里科（Roger Enrico），並被邀請進行當面演示，為此他在公立圖書館研究了市場營銷。蒙塔涅茲將該產品展示為針對不斷增長的拉丁裔市場的商品，並提供了他手工裝飾和密封的塑料袋中的樣品。六個月後，該產品在洛杉磯進行了試銷，並於1992年獲得了全國發布的批准。根據《新闻周刊》的報導，這款口味後來發展成一整條產品線，重新振興了品牌並為公司帶來了數十億美元的收入。
2021年5月，《洛杉磯時報》發表了一篇文章，質疑蒙塔涅茲的說法，報導稱根據Frito-Lay的內部調查，他並沒有創造辣味奇多。Frito-Lay的發言人表示：「我們重視理查德對公司的許多貢獻，尤其是他對西班牙裔消費者的見解，但我們不將辣味奇多或任何辣味產品的創造歸功於他。」此外，《洛杉磯時報》的進一步報導顯示，蒙塔涅茲的說法與該產品發布時間線上的其他事件不符，包括味可美公司在1989年12月15日開發調味料並向Frito-Lay提供初始樣品、1990年報導芝加哥、底特律、克利夫蘭和休斯頓試銷市場發布、以及羅傑·恩里科直到1991年才加入Frito-Lay，等等其他不準確之處。內部調查是由於2018年Lynne Greenfeld的投訴而展開，她曾是管理開發單份包裝辣味小吃團隊的前員工。Frito-Lay的前銷售代表Fred Lindsay在接受前員工訪問時也被提到，他對早期開發辣味小吃具有影響力。然而，該文章指出，蒙塔涅茲確實從一個基層職位升至Frito-Lay的市場營銷高管，他曾在1993年仍是機械操作員時參與推銷新產品如辣味爆米花，隨後是兩種Fritos產品——辣味和酸橙辣椒玉米片。曾與Frito-Lay合作的拉丁裔顧問Roberto Siewczynski澄清說，蒙塔涅茲描述的事件實際上發生在1994年的Sabrositas試銷市場期間。
在《洛杉磯時報》文章發布後，全国公共广播电台記者Sarah Gonzalez為Planet Money的蒙塔涅茲採訪節目進行了自己的調查，該節目在文章發布前已經播出。根據Frito-Lay前高管Al Carey和羅傑·恩里科的前助手Patti Reuff的說法，蒙塔涅茲推銷了一個類似的產品，但這不可能早於1992年。Carey表示該產品獲批並在加州銷售，使用的是來自中西部的調味料。Frito-Lay指出，蒙塔涅茲曾與Al Carey和Jim Rich在庫卡蒙格牧場工廠見面，並展示了他和其他兩人為拉丁裔消費者開發的幾款產品，包括肉桂和辣味爆米花，以及辣味奇多。羅傑·恩里科並未出席，日期也無法確認，因此無法確定這是否是蒙塔涅茲、Carey和Reuff描述的那次會議。
蒙塔涅茲在《洛杉磯時報》文章後接受《綜藝》採訪時堅持自己的說法，表示他在測試市場前被排除在開發過程之外，且由於他在公司的低職位，他的貢獻未被記錄。電影《火辣奇多的誕生》的編劇Lewis Colick則表示，即便故事並非完全真實，但也有「足夠」的真實部分。百事公司發布聲明支持蒙塔涅茲對公司的貢獻，表示該事件已對他們與蒙塔涅茲及拉丁裔社區的珍貴友誼造成「壓力」。儘管該聲明稱「我們與媒體分享的信息被一些人誤解」，但並未反駁或否認《洛杉磯時報》的報導。

## 晚年職業生涯
蒙塔涅茲在2000年代末開始進行以其辣味奇多聲稱為基礎的主題演講。他的最後一個職位是百事公司北美多元文化銷售和社區促銷的副總裁。他於2019年3月在公司對其辣味奇多聲稱進行內部調查期間退休。
蒙塔涅茲撰寫了兩本基於其生活經歷的書：《一個男孩、一個捲餅和一塊餅乾》（A Boy, a Burrito, and a Cookie）和《辣味奇多：從清潔工到高級主管的一個人的不可思議真實故事》（Flamin' Hot: The Incredible True Story of One Man's Rise from Janitor to Top Executive）。他也是由伊娃·朗歌莉亞執導的傳記片《火辣奇多的誕生》的主角。

## 外部連結
- 理查德·蒙塔涅斯的X（前Twitter）